# PSE Composite Index
El PSE Composite Index, previamente conocido como PHISIX y en el presente como PSEi, es el principal índice bursátil de la bolsa de Filipinas (Philippine Stock Exchange - PSE).
El PSEi es el índice de mayor seguimiento de la bolsa de Filipinas (PSE) y alberga las mayores compañías filipinas listadas en este mercado. El PSEi es el único índice de amplia base que albergas compañías de diferentes sectores económicos. Es un indicador del estado general de la economía de Filipinas
El PSEi ha sido un índice que ha permanecido inalterable con la reclasificación de los índices del PSE el 2 de enero de 2006. Otros índices de este mercado incluyen el PSE All Shares Index y el PSE Property Index.

## Compañías
Las siguientes compañías son listadas en el PSEi:
1. ABS–CBN Corporation (ABS)
2. Ayala Corporation (AC)
3. Aboitiz Equity Ventures (AEV)
4. Alliance Global Group, Inc. (AGI)
5. Ayala Land (ALI)
6. Aboitiz Power (AP)
7. Banco de Oro Unibank, Inc. (BDO)
8. Bank of the Philippine Islands (BPI)
9. China Banking Corporation (CHIB}
10. DMCI Holdings (DMC)
11. Energy Development Corporation (EDC)
12. First Gen Corporation (FGEN)
13. Filinvest Land (FLI)
14. First Philippine Holdings Corporation (FPH)
15. Globe Telecom (GLO)
16. International Container Terminal Services Inc. (ICT)
17. JG Summit Holdings (JGS)
18. Jollibee Foods Corporation (JFC)
19. Lepanto Consolidated Mining Company (LCB)
20. Metropolitan Bank and Trust Company (MBT)
21. Megaworld Corporation (MEG)
22. Manila Electric Company (MER)
23. Manila Water Company (MWC)
24. Philex Mining Corporation (PX)
25. Robinsons Land Corporation (RLC)
26. Philippine Stock Exchange (PSE)
27. SM Investments Corporation (SM)
28. SM Prime Holdings (SMPH)
29. Philippine Long Distance Telephone Company (TEL)
30. Universal Robina Corporation (URC)

### Compañías excluidas
Las siguientes compañías han formado parte del índice PHISIX/PSEi pero fueron excluidas del mismo:
- Belle Corporation (BEL)
- Digital Telecommunications Philippines (DGTL)
- Ginebra San Miguel (GSMI)
- GMA Network (GMA7)
- Holcim Philippines (HLCM)
- Ionics Corporation (ION)
- Metro Pacific Corporation (MPC)
- Music Semiconductors Corporation (MUSX)
- Petron Corporation (PCOR)
- Philippine National Bank (PNB)
- Pilipino Telephone Corporation (PLTL)
- Rizal Commercial Banking Corporation (RCB)
- San Miguel Corporation (SMCB)
- Security Bank Corporation (SECB)
- Semirara Mining Corporation (SCC)
- Union Bank of the Philippines (UBP)
- Vista Land and Lifescapes, Inc. (VLL)